# 스킵 우즈
스킵 우즈(Skip Woods, 1969년 12월 4일 ~ )는 미국의 영화 제작자이다. 스워드피쉬 (영화), 히트맨 (2007년 영화), 다이하드: 굿 데이 투 다이, 엑스맨 탄생: 울버린, A-특공대 (영화) 등 액션 영화의 각본을 주로 작업했다.
로스앤젤레스에서 태어났다.

## 참여 작품
- 목요일 (영화)
- 스워드피쉬 (영화)
- 다이하드 4.0[1][2]
- 히트맨 (2007년 영화)
- 엑스맨 탄생: 울버린
- A-특공대 (영화)
- 다이하드: 굿 데이 투 다이
- 사보타지 (2014년 영화)
- 히트맨: 에이전트 47